# Dmitri Andrejewitsch Poljanski
Dmitri Andrejewitsch Poljanski (russisch Дмитрий Андреевич Полянский, englisch Dmitry Polyanski, auch transkribiert als Dmitriy Polyanskiy bzw. Polyansky, * 19. November 1986 in Krasnojarsk-26) ist ein russischer Triathlet, U23-Europameister 2009, ständiges Mitglied der Nationalmannschaft, mehrfacher Triathlon-Staatsmeister, Vizeeuropameister auf der olympischen Kurzdistanz (2016) und viermaliger Olympiastarter (2008, 2012, 2016, 2020).

## Werdegang
2003 nahm Poljanski in Győr an seinem ersten ITU-Triathlon teil, im selben Jahr erhielt er den Titel Meister des Sports (Мастер спорта) verliehen. 2007 gewann er die russischen Triathlon-Meisterschaften und wurde mit seinem Team in Tiszaújváros Team-Weltmeister.
2008 belegte er bei den Olympischen Spielen in Peking den 22. Rang von 55 Startern.

### U23-Europameister Triathlon Kurzdistanz
Im Juni 2009 wurde er Triathlon-U23-Europameister und er gewann auf der olympischen Distanz die Bronzemedaille bei den russischen Meisterschaften in Pensa.
2010 hinderte ihn der wichtigere Elite-Cup-Triathlon in Hy-Vee an der Teilnahme an der russischen Meisterschaft. Im Jahr 2010 nahm Dmitri Poljanski auch an der französischen Club-Meisterschaftsserie Lyonnaise des Eaux teil und startet für Saint-Raphaël Tri. Beim ersten Lyonnaise-Triathlon in Dünkirchen wurde Dmitri Poljanski Fünfter und war damit bei Weitem der beste Läufer seines Clubs, dem er den fünften Platz in der Clubwertung sicherte. Saint-Raphaël Tri trat übrigens ohne einen einzigen französischen Triathleten an, was im Jahr 2010 erlaubt, ab 2010/11 jedoch verboten und zuvor praktisch unmöglich war, weil nur ein ausländischer Legionär unter den drei besten, für die Clubwertung herangezogenen Läufern eines Clubs sein durfte. In Tourangeaux (29. August 2010) wurde Dmitri Poljanski 5., beim Großen Finale in La Baule (18. September 2010) 32.
Auch 2011 ging Dmitri – gemeinsam mit seiner Frau Anastasija, seinem Bruder Igor und dessen Freundin Ljubow Iwanowskaja – an der französischen Clubmeisterschaft teilnehmen und für Saint Raphaël Triathlon an den Start. Im Juni 2012 wurde er in Israel mit der russischen Mixed-Staffel Triathlon-Europameister.

Neben Alexander Brjuchankow und Iwan Wassiliew war Poljanski für die Olympischen Sommerspiele in London 2012 qualifiziert, wo er im August unter 55 Startern den 21. Rang belegte.

### Vizeeuropameister Triathlon 2016
Im Mai 2016 wurde er Vizeeuropameister auf der olympischen Distanz. Poljanski ging bei den Olympischen Sommerspielen 2016 am 18. August in Rio de Janeiro für Russland an den Start und belegte unmittelbar hinter seinem jüngeren Bruder den 32. Rang.
Im Mai 2019 wurde der 32-Jährige in Spanien Dritter bei der Weltmeisterschaft Aquathlon. Poljanski startete im Juli 2021 bei den Olympischen Sommerspielen in Tokio und belegte den 32. Rang.
Im August wurde er Triathlon-Staatsmeister auf der Mitteldistanz und im September Duathlon-Staatsmeister.
2020 wurde er Vizestaatsmeister Triathlon.

### Privates
Dmitri Poljanski ist um vier Jahre der ältere Bruder von Igor Poljanski (* 1990), ebenfalls Profi-Triathlet und Legionär bei Saint-Raphaël Tri,. Er ist seit 2007 verheiratet mit der ukrainisch-russischen Triathletin Anastasija Poljanskaja (* 1986, geb. Jatsenko). Poljanski lebt mit seiner Frau und ihrer Tochter in Pensa, wo immer wieder die russischen Triathlon-Meisterschaften ausgetragen wurden.

## Sportliche Erfolge
| Datum/Jahr    | Rang | Wettbewerb                                           | Austragungsort | Zeit     | Bemerkung                                                                                     |
| ------------- | ---- | ---------------------------------------------------- | -------------- | -------- | --------------------------------------------------------------------------------------------- |
| 29. Aug. 2021 | 1    | RUS Middle Distance Triathlon National Championships | Altaiskoe      | 03:52:24 | Triathlon-Staatsmeister Mitteldistanz                                                         |
| 26. Juli 2021 | 32   | Olympische Sommerspiele 2020                         | Tokio          | 01:48:46 |                                                                                               |
| 8. Aug. 2020  | 2    | RUS Triathlon National Championships                 | Almetjewsk     | 01:49:20 | Vizestaatsmeister Triathlon                                                                   |
| 15. Dez. 2019 | 2    | ATU Sprint Triathlon African Cup                     | Dakar          | 00:56:15 | Zweiter hinter dem Ungarn Gábor Faldum                                                        |
| 22. Juni 2019 | 1    | RUS Triathlon National Championships                 | Almetjewsk     | 01:49:26 | Triathlon-Staatsmeister                                                                       |
| 2. Sep. 2018  | 1    | ITU Triathlon World Cup                              | Karlsbad       | 01:52:22 |                                                                                               |
| 30. Juni 2018 | 3    | RUS Triathlon National Championships                 | Yaroslavl      | 01:51:37 | Triathlon-Staatsmeisterschaft                                                                 |
| 2. Juni 2018  | 20   | ITU Triathlon World Cup                              | Cagliari       | 00:56:00 |                                                                                               |
| 24. Juni 2017 | 20   | ETU Sprint Distance Triathlon European Championships | Düsseldorf     | 00:58:39 | Europameisterschaft auf der Sprintdistanz beim T3 Triathlon                                   |
| 16. Juni 2017 | 10   | ETU Triathlon European Championships                 | Kitzbühel      | 01:46:21 | Europameisterschaft auf der olympischen Kurzdistanz                                           |
| 5. Mai 2017   | 1    | ITU Triathlon World Cup                              | Chengdu        | 00:53:12 | Semifinal 1, Elite Men                                                                        |
| 20. Aug. 2016 | 32   | Olympische Sommerspiele 2016                         | Rio de Janeiro | 01:49:26 |                                                                                               |
| 17. Juli 2016 | 5    | ITU Triathlon World Championship Mixed Relay         | Hamburg        | 01:21:06 | im Team mit Anastasia Abrosimova, Igor Poljanski und Alexandra Razarenova                     |
| 10. Juni 2016 | 1    | ITU Triathlon World Cup                              | Tiszaujvaros   | 00:54:00 |                                                                                               |
| 28. Mai 2016  | 2    | ETU Triathlon European Championships                 | Lissabon       | 01:50:09 | Vizeeuropameister auf der olympischen Kurzdistanz                                             |
| 5. März 2016  | 6    | ITU World Championship Series 2016                   | Abu Dhabi      | 01:47:32 | im ersten Rennen der Saison                                                                   |
| 26. Sep. 2015 | 1    | ETU Triathlon European Cup Final                     | Sotschi        | 01:46:09 |                                                                                               |
| 11. Apr. 2015 | 13   | ITU World Championship Series 2015                   | Gold Coast     | 01:48:51 |                                                                                               |
| 21. Sep. 2014 | 1    | ETU Triathlon European Cup                           | Madrid         | 01:53:50 |                                                                                               |
| 19. Juli 2014 | 1    | RUS Triathlon National Championships                 | Russland       | 01:44:30 | Triathlon-Staatsmeister                                                                       |
| 27. Apr. 2014 | 3    | ITU World Championship Series 2014                   | Kapstadt       | 01:45:35 |                                                                                               |
| 18. Aug. 2013 | 1    | RUS Triathlon National Championships                 | Pensa          | 01:47:39 | Staatsmeister auf der Kurzdistanz                                                             |
| 7. Aug. 2012  | 21   | Olympische Sommerspiele 2012                         | London         | 01:49:24 |                                                                                               |
| 24. Juni 2012 | 8    | ETU Triathlon European Championships                 | Eilat          |          | Europameisterschaft                                                                           |
| 26. Mai 2012  | 3    | ITU World Championship Series 2012                   | Madrid         |          |                                                                                               |
| 22. Apr. 2012 | 1    | ETU Triathlon European Championship Mixed Team       | Eilat          |          | Europameister in der 4er Staffel mit Irina Abyssowa, Igor Poljanski und Alexandra Rasarjonowa |
| 18. Sep. 2011 | 3    | ITU World Championship Series 2011                   | Yokohama       | 01:50:04 | Das Ergebnis des Rennens soll schon für die Saison 2012 berücksichtigt werden.                |
| 20. Juni 2009 | 1    | ETU Triathlon European Championship U23              | Tarzo Revine   |          | U23-Europameister                                                                             |
| 6. Sep. 2008  | 3    | ETU Triathlon European Championship U23              | Pulpí          |          | U23-Europameisterschaft                                                                       |
| 19. Aug. 2008 | 22   | Olympische Sommerspiele 2008                         | Peking         | 01:51:10 |                                                                                               |
| 21. Juli 2007 | 4    | ETU Triathlon European Championship U23              | Kuopio         |          | U23-Europameisterschaft                                                                       |
| 29. Juni 2007 | DNF  | ETU Triathlon European Championships                 | Kopenhagen     | –        | Europameisterschaft                                                                           |
| 2007          | 1    | RUS Triathlon National Championships                 | Pensa          |          | Triathlon-Staatsmeister; neben Irina Abyssowa bei den Frauen                                  |

| Datum/Jahr   | Rang | Wettbewerb                          | Austragungsort | Zeit     | Bemerkung              |
| ------------ | ---- | ----------------------------------- | -------------- | -------- | ---------------------- |
| 4. Sep. 2021 | 1    | RUS Duathlon National Championships | Krasnoyarsk    | 01:45:33 | Duathlon-Staatsmeister |

| Datum/Jahr  | Rang | Wettbewerb                        | Austragungsort | Zeit     | Bemerkung |
| ----------- | ---- | --------------------------------- | -------------- | -------- | --------- |
| 2. Mai 2019 | 3    | ITU Aquathlon World Championships | Pontevedra     | 00:29:22 |           |

(DNF – Did Not Finish)